# Camptostoma imberbe
Camptostoma imberbe е вид птица от семейство Tyrannidae.

## Разпространение
Видът е разпространен в Белиз, Коста Рика, Салвадор, Гватемала, Хондурас, Мексико, Никарагуа и САЩ.